# گرایناو
گرایناو (به آلمانی: Grainau) یک شهر در آلمان است که در بایرن واقع شده‌است.

## خصوصیات
گرایناو ۴۹٫۳۸ کیلومترمربع مساحت دارد ۷۵۸ متر بالاتر از سطح دریا واقع شده‌است.